# Urumea
L'Urumea è un fiume situato nel nord della penisola iberica. Scorre attraverso le comunità autonome di Navarra e Gipuzkoa, per poi sfociare nel Mar Cantabrico.

## Idrografia
Il fiume nasce ad Ezcurra in Navarra, a 1136 metri sopra il livello del mare. Prosegue fino ad arrivare ai Paesi Baschi, alla provincia di Gipuzkoa, passando per la città di San Sebastián, per la quale è molto importante: infatti, oltre ad essere stato una difesa naturale in tempi di guerra, ha permesso il progresso della civiltà in tempi antichi. Sfocia nel Mar Cantabrico.

## Flora e fauna
Nel bacino del fiume si possono trovare trote, salmoni, anguille, sanguinerole ed esemplari di cobite barbatello.
Nell'ottobre del 2012 il governo basco approvò un trattato per l'approvazione di un tratto del fiume come zona speciale di conservazione, impegnandosi a proteggere 14 specie viventi e 3 tipi di habitat naturali.